# 잭 스피어스

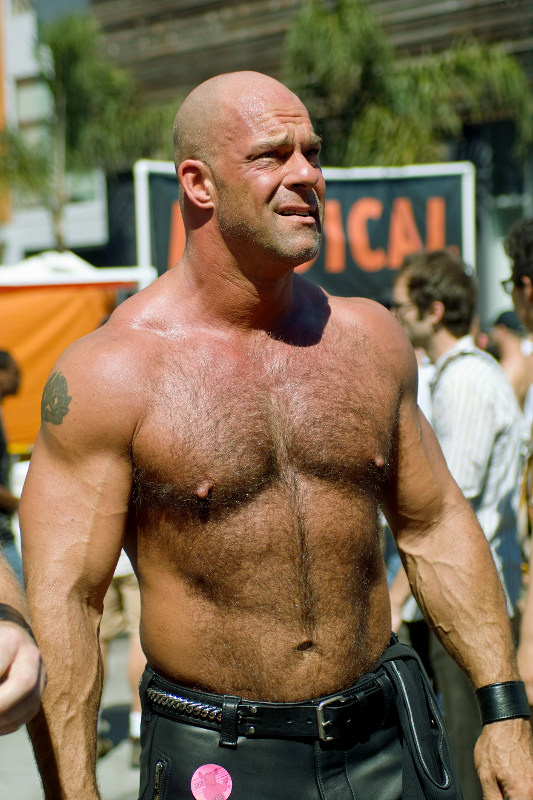
잭 스피어스

잭 스피어스(Zak Spears, 1965년 1월 15일 ~ )는 미국의 포르노 배우로, 게이 포르노에 종사한다.